# Lyuba
Lyuba (Люба — Liouba) est le nom donné à un mammouth découvert congelé en Sibérie en mai 2007 par un éleveur de rennes. Il s'agit d'une femelle âgée d’à peine un mois en parfait état de conservation depuis sa mort, il y a 42 000 ans.

## Découverte
La découverte a été faite par un Nénètse de Sibérie, Youri Khoudi (Юрий Худи), alors qu'il cherchait un campement pour l'été en traineau. Au cours de son trajet, il distingue une tache sombre sur la rive enneigée. Il pense d'abord à un animal mort, peut-être un éléphant. De retour chez lui, il raconte l'histoire à son fils. Celui-ci préviendra les autorités locales.

## Étude scientifique
Selon les chercheurs, Lyuba aurait été en bonne santé avant de mourir. De la boue a été découverte dans sa bouche et sa gorge. Ils pensent qu'elle est morte étouffée en voulant se dégager d’un trou rempli de cette substance.